# Thaïs (artiste)
Pour les articles homonymes, voir Thaïs.
Thaïs Millet, simplement dite thaïs, est une auteure-compositrice-interprète et productrice de musique franco-canadienne née le 20 juin à Paris.
Son EP Paradis artificiels sorti en octobre 2020, et son album Tout est parfait, sorti en octobre 2022, ont reçu de nombreuses critiques de la presse,, et de radio nationales, au Canada et en France.
Son deuxième album Personne est paru le 4 avril 2025.

## Biographie

### Jeunesse et Formation
En 1995, ses parents décident d'immigrer à Montréal au Québec après sa naissance. Elle grandit à Montréal et effectue toute sa scolarité au Québec en apprenant notamment la guitare classique à l'École de musique Vincent-d'Indy.

### Carrière musicale
Thaïs commence sa carrière musicale avec un premier EP Sixtine disponible en octobre 2017 réalisé entièrement dans sa chambre.
En 2018, elle publie son deuxième EP Anitya puis se fait repérer par la maison d'édition musicale indépendante montréalaise Trouble Publishing qui lui propose d'approfondir sa musique de façon plus professionnelle.
Fin 2019, elle lance son single Lou qui attire l'attention de la plateforme Groover, lui permettant de développer son projet musical à l'international et notamment en France.
Son EP Paradis artificiels sort en octobre 2020. La chanson La nuit te ressemble tirée de ce disque est sélectionnée en 2022 pour la bande sonore de la troisième saison de la série Emily in Paris.
En 2021, elle signe avec la maison de disques Bravo musique, et fait paraître la chanson Arrête de danser, premier single de l'album Tout est parfait, qui sort le 7 octobre 2022.
Elle fait ensuite plusieurs concerts au Québec et en France, et plusieurs premières parties d'artistes de renom, comme Suzane, M, Ariane Moffatt et Cœur de pirate.
En 2025, elle lance son deuxième album en carrière, intitulé Personne.

## Discographie
- 2020 : Paradis artificiels - EP
- 2022 : Tout est parfait
- 2025 : Personne

## Distinctions
- Participation aux Francouvertes[12],[13] en 2020.
- Sélectionnée pour le concours Champion du clip TELUS 2020[14] par le Festival Santa Teresa.
- Sélectionnée pour le projet Hexaphone[15] à Montréal.
- Finaliste parmi 8 artistes pour le Prix Félix Leclerc de la chanson 2023[16].